# Via Llatina
Via Llatina (en llatí Via Latina, en grec antic ἡ Λατινὴ ὁδός) era una de les principals vies romanes que sortia de les portes de Roma. Probablement és la via més antiga de les vies romanes. Sortia per la Porta Capena, igual que la via Àpia, de la que se separava al creuar la Muralla Aureliana.
Al segle iv aC ja s'esmenta la via però encara no era un camí regular pavimentat sinó més aviat una via de comunicació natural entre Roma i Túsculum i més enllà. No es probable que es construís com a via romana abans de la conquesta dels pobles llatins i volscs per art dels romans. Titus Livi en parla quan explica la revolta de Coriolà, però sembla que ho fa només com a descripció geogràfica. Existia probablement ja abans del 296 aC. Pirros rei de l'Epir va avançar per aquesta via cap a Roma l'any 280 aC i Hanníbal el 211 aC. En temps d'Hanníbal la via Llatina ja era un camí regular.
La via acabava a Casilínum on s'unia a la via Àpia, encara que unes branques sortien de Teanum per Allifae i Telèsia fins a Beneventum. Tenia dues vies subordinades la via Labicana i la via Praestina que sortien de Roma per portes diferents, però s'unien després a la via Llatina, segons diu Estrabó. Sembla que posteriorment la via Llatina va perdre importància, que va agafar la via Labicana, i l'Itinerari d'Antoní diu que la via Llatina s'unia a la Labicana, i no a l'inrevés.
Les estacions de la via Llatina entre Roma i Casilínum eren: 
- Ad Decimum
- Roboraria
- Ad Pictas
- Compitum Anagninum
- Ferentínum (Ferentino)
- Frusino (Frosinone)
- Fregellae (Ceprano)
- Fabrateria (San Gionanni in Carico)
- Aquinum (Aquino)
- Casinum (San Germano)
- Teanum (Teano)
- Cales (Calvi)
- Casilínum (prop de Càpua)
- Capua (Santa Maria)

La branca que portava a Benevent des Teanum passava per les següents estacions: 
- Allifae (Alife)
- Telesia (Telese)
- Beneventum

En el tram de Roma a Ferentínum la via no passa per cap ciutat important, i sembla que els llocs mencionats eren simplement mutationes, parades o establiments per a descansar i donar servei als cavalls.